# Кант, Кристиан Фридрих
Кристиан Фридрих Кант (нем. Christian Friedrich Kahnt; 10 мая 1823, Лейпциг — 5 июня 1897, Лейпциг) — немецкий музыкальный издатель и редактор.
В 1851 году открыл в Лейпциге музыкальный магазин, библиотеку и издательство с правами поставщика саксонского королевского двора. Публиковал, в частности, произведения Ференца Листа, Иоахима Раффа, Феликса Дрезеке, а также ряда зарубежных композиторов, в том числе Эдуарда Макдауэлла и Александра Маккензи. В 1869—1885 гг. был также издателем и ответственным редактором «Новой музыкальной газеты». В 1882 г. передал управление компанией В. Ауэрбаху и в 1886 г. окончательно продал её, отойдя от дел; долгое время издательство продолжало существовать под названием C. F. Kahnt Nachfolger (с нем. — «Преемники К. Ф. Канта»), выпустив, в частности, ряд произведений Густава Малера. Во время Второй мировой войны издательство и его архив сильно пострадали, в 1951 году фирма перебазировалась в Бонн и в конце концов была приобретена концерном C. F. Peters.